# 裴昌会

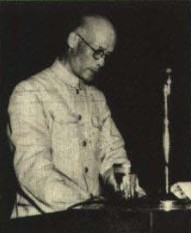
1950年，全国政协第一次代表大会上的裴昌会

裴昌会（1896年10月23日—1992年3月23日），字同野。山东潍坊市人:552。中华民国陸軍中将。保定軍校八期、陸軍大學特六期畢業:552。

## 生平
裴昌会早年曾就读于潍县私立高等小学、潍县中学、山东高密县胶莱中学等校。期间加入中国同盟会。
1917年考入北平民国大学商预科，后因病离校。1918年考入保定陆军军官学校第八期。毕业后任职于湖北第二混成旅、第七师。后赴南京任金陵军官学校上新教官、五省联军教育处长。北伐战争孙传芳失利后，裴昌会加入国民革命军。此後他历任第九军47师141旅上校团长，54师少将旅长，47师副师长等。后升任第九军副军长兼47师师长。
1927年後歷任國軍第四師參謀長、第九軍副軍長、軍長、第四集團軍副總司令、第一戰區副長官、西安綏靖公署副主任兼第五、第七兵團中將司令官:552。抗日战争期间于1939年又升任为第九军军长。1942年任第十四集团军副总司令，期间曾赴陆军大学将官班进修。国共内战时期任第一战区副司令长官兼洛川指挥所主任，西安绥靖公署副主任职兼兵团司令官。
1948年裴昌會在潼關指揮所、西安綏靖公署任上連續敗績於瓦子街、壺梯山、大荔，損失慘重；部隊撤到寶雞時，遇見在寶雞經商之原軍需處長李希三，李游說裴投向中國共产党，並允與解放軍一野聯繫:552。1949年8月中旬，李希三傳達一野政治部主任胡耀邦的話，裴捕捉時機「起義」；12月25日裴昌会在四川德陽率部一萬餘人投向中國共產黨:553。
1950年1月，裴向解放軍賀龍部獻計包圍國軍第三十八軍，誘降李振西；裴昌會使胡宗南退守西昌徐圖恢復之計劃徹底破產:553。此後裴歷任國防委員會委員、西南軍政委員會委員、重慶市副市長、民革中央副主席、第五及六屆全國人大常委等職:553。4月裴昌会出任西南军政委员会委员，同年任川北行署副主任、工业厅长。1951年加入中国国民党革命委员会。1952年调任西南纺织工业管理局局长。1955年被授予一级解放勋章。1979年当选民革中央副主席，1987年起任名誉副主席。他还是第一至七届全国人大代表。1989年8月加入中国共产党。1992年3月23日在重慶病逝:553。